# Platystigma lineare
Platystigma lineare – gatunek rośliny z monotypowego rodzaju Platystigma (Benth.) z rodziny makowatych. Jest endemitem kalifornijskim. Posiada przejrzysty sok mleczny. 

## Morfologia
PokrójRoślina jednoroczna, krótkołodygowa, luźno owłosiona, z licznymi, nitkowatymi korzeniami. Łodyga ulistniona u nasady i w dolnej części, rozgałęzia się od dołu.
LiścieSiedzące, naprzeciwległe. Blaszka liściowa niepodzielona, szerokolancetowata.
KwiatyPojedyncze, wyrastają w kątach liści i na szczycie łodyg. Działki kielicha 3, nachodzące na siebie. Płatków korony jest 6. Pręcików jest 12 lub więcej. Słupek złożony z 3 owocolistków. Zalążnia jednokomorowa.
OwoceWyprostowane torebki zawierające liczne nasiona.

## Systematyka
Pozycja systematyczna według Angiosperm Phylogeny Website (aktualizowany system APG IV z 2016)
Rodzaj z plemienia Papavereae, podrodziny Papaveroideae, rodziny makowatych Papaveraceae, zaliczanej do rzędu jaskrowców (Ranunculales) i wraz z nim do okrytonasiennych.